# Константін-Дайковічу
Константін-Дайковічу (рум. Constantin Daicoviciu) — село у повіті Караш-Северін в Румунії. Адміністративний центр комуни Константін-Дайковічу.
Село розташоване на відстані 333 км на північний захід від Бухареста, 34 км на північний схід від Решиці, 75 км на схід від Тімішоари.

## Населення
За даними перепису населення 2002 року у селі проживали 763 особи.
Національний склад населення села:
| Національність | Кількість осіб | Відсоток |
| -------------- | -------------- | -------- |
| румуни         | 712            | 93,3%    |
| цигани         | 27             | 3,5%     |
| українці       | 16             | 2,1%     |

Рідною мовою назвали:
| Мова       | Кількість осіб | Відсоток |
| ---------- | -------------- | -------- |
| румунська  | 727            | 95,3%    |
| циганська  | 22             | 2,9%     |
| українська | 12             | 1,6%     |